# Гришин-Грищук, Иван Петрович
Иван Петрович Гришин-Грищук (укр. Іван Петрович Гришин-Грищук; 1923 — 2005) — украинский переводчик, писатель и публицист, литературный критик, член НСЖУ, лауреат премии имени Д. Ю. Загула.

## Биография
С 1939 по 1940 обучался в Украинском коммунистическом институте журналистики в Харькове. Во время Великой Отечественной войны был фронтовым корреспондентом, после ранения вывезен на принудительные работы в Третий рейх в качестве остарбайтера. Бежал в Прагу, где 1942–1943 слушал лекции в Украинском свободном университете, окончил экстерном там же Карлов университет. В 1947 арестован советской контрразведкой в Германии и депортирован в Советский Союз. По обвинениям в измене родине и националистической деятельности осуждён на 20 лет заключения в ГУЛаг. Отбывал наказание в Воркуте, Инте, Кемеровской и Иркутской областях. Выпущен на свободу и реабилитирован летом 1955 во время Хрущёвской оттепели. Работал в редакциях газет Вижницкого района с 1956 до 1969, но уволен как политически неблагонадёжный. Писал литературно-критические, публицистические статьи, рецензии, переводил с русского, немецкого, английского, французского языков.
Первый рассказ «Неожиданная встреча» опубликован весной 1940 в областной газете «Червоний кордон» (город Каменец-Подольский). В 1942-1943 в журнале «Дозвілля» (выходил в Праге-Вене) напечатал цикл рассказов «33-й», в 1945-1946 во французских газетах «Le Figaro» и «Libération» — серию материалов «Куда делись 500 художников Украины?». Автор повестей «Аналогии» (Виннипег, 1946), «Упыри» («Мастер леса», 1962, № 8–10), «От Буковины до Парижа» (Ужгород, 1966, в соавторстве), «Лейтенант Альбер» (Ужгород, 1985), «Уроки фрау Кольвиц» («Октябрь», 1987, № 10–12), «Дни и ночи под Воркутой» («Колокол», 1991, № 9), «Из огня и в пламя» («Буковинский журнал», 1993, часть 2), очерков и эссе «Фрагменты из памяти лет» (Вижница) и «Из дорог дальних и близких» (Киев; обе — 2001), хроники по истории 2-й мировой войны о переходе 62-го украинского батальона войск СС (бывший 118-й батальон шуцманшафта) на сторону французских партизан как 2-й украинский батальон имени Тараса Шевченко «По незримому зову» (Косов, 2005).

## Публикации
- Гришин-Грищук И. П., Михайловский В. И.[укр.], Гонта П. В., Довгаль С. В., Краснодемский В. Ф.[укр.], Легейда М. И., Вернюк В. В., Ришко Н. И.[укр.] Не забудется, не простится. — Ужгород : Карпаты, 1982. — 120 с.[4]